# Kampung Pinang (Perhentian Raja)
Kampung Pinang is een bestuurslaag in het regentschap Kampar van de provincie Riau, Indonesië. Kampung Pinang telt 1718 inwoners (volkstelling 2010).